# Hebe River
Der Hebe River ist ein Fluss im Nordwesten des australischen Bundesstaates Tasmanien.

## Geografie
Der etwas mehr als neun Kilometer lange Hebe River entspringt in der Dip Range. Von dort fließt er nach Ost-Südosten und mündet rund zwei Kilometer südöstlich der Siedlung Kimberleys Hill in den  Flowerdale River.